# Naşrollāh Khān Maḩalleh
Naşrollāh Khān Maḩalleh (persiska: نصر الله خان محله, Naşrollāh Maḩalleh) är en ort i Iran.   Den ligger i provinsen Gilan, i den nordvästra delen av landet, 250 km nordväst om huvudstaden Teheran. Naşrollāh Khān Maḩalleh ligger 57 meter över havet och antalet invånare är 483.
Terrängen runt Naşrollāh Khān Maḩalleh är platt åt nordost, men åt sydväst är den kuperad.Runt Naşrollāh Khān Maḩalleh är det ganska tätbefolkat, med 111 invånare per kvadratkilometer. Närmaste större samhälle är Fūman, 4,6 km norr om Naşrollāh Khān Maḩalleh. Trakten runt Naşrollāh Khān Maḩalleh består till största delen av jordbruksmark.